# Pratyahara
Pratyāhāra (en sanskrit IAST ; devanāgarī : प्रत्याहार) correspond dans les Yoga Sūtra de Patañjali au cinquième membre (aṅga) du Yoga. Ce terme sanskrit signifie retraite, abstraction ou dissolution, abstraction des sens, retrait des objets de leur perception. Dans le chapitre II sūtra 54 des Yogasūtra intitulé Sādhana pāda, Patañjali définit Pratyāhāra comme « Le contact avec leurs propres objets étant futile, les sens (demeurant à leur propre place respective) comme imitant la nature du citta, cela est pratyāhāra ».
Le terme Pratyahara vient de Ahara qui signifie « nourriture, ce que nous absorbons de l’extérieur » et de Prati qui signifie « contre, éloigné ». Pratyahara veut donc littéralement dire « acquisition de la maîtrise des forces externes » ou « contrôle des sens ». Dans la tradition, le Pratyahara est comparé à une tortue repliant ses membres sous sa carapace. Une façon de ne plus se laisser distraire par les impressions sensorielles externes pour diriger toute son attention vers l’intérieur. Indissociable du yoga, Pratyahara nous guide vers la maîtrise des sens, condition de la méditation…

En Yoga, il existe 4 formes de Pratyahara :
- le contrôle des sens
- le contrôle du prana (notamment par le travail de la respiration)
- le contrôle de l’action
- diriger les sens vers l’intérieur

Il existe plusieurs types d'exercices pour travailler pratyahara. 